# Osun-Osogbo heliga lund

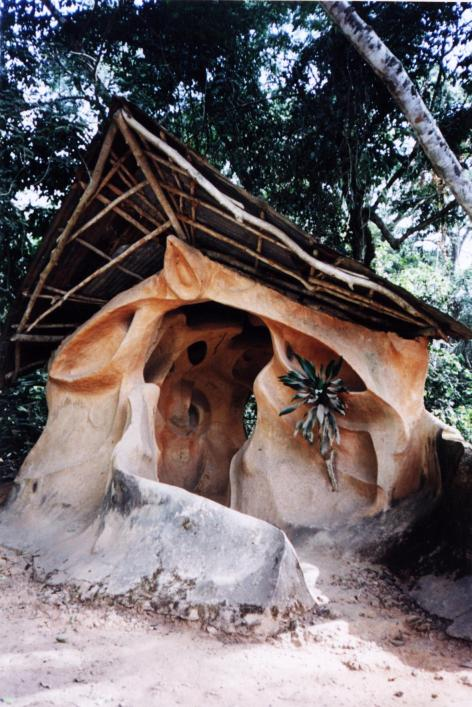
Osuns tempel

Osun-Osogbo heliga lund ligger i utkanten av staden Osogbo. Lunden är en av de sista höglandsurskogarna i södra Nigeria. Landskapet med den meandrande floden har många heliga platser och helgedomar tillägnade Yorubafolkets gudinna Osun och andra gudomar.